# عبدالعلی امامی خوئی
عبدالعلی امامی خوئی سیاست‌مدار ایرانی بود، که در دوره‌  بیست و دوم  بعنوان نماینده خوی، ‌سلماس و ماکو در مجلس شورای ملی حضور داشت.

## زندگی
عبدالعلی امامی خوئی نوه میرزا یحیی امام جمعه خویی به سال ۱۲۹٩ در تهران متولد شد. بعد از انجام تحصیلات ابتدائی و متوسطه وارد دانشکده داروسازی شد و لیسانس خود را در تهران و  
مدرک دکترای شیمی خود را در اروپا 
گرفت. پس از بازگشت به ایران به عنوان دانشیار در دانشکده داروسازی تهران مشغول شد و تدریجاً به سمت استادی رسید. وی در دوره بیست و دوم و بیست و سوم در مجلس شورای ملی حضور داشت.